# Dancing (singel Kylie Minogue)
Dancing – singel australijskiej piosenkarki Kylie Minogue. Utwór został wydany 19 stycznia 2018 roku. Jest to pierwszy singel promujący czternasty album piosenkarki pt. Golden.  Twórcami tekstu piosenki są Kylie Minogue, Steve McEwan oraz Nathan Chapman, natomiast za jego produkcję odpowiada Sky Adams.
W dniu premiery singla na kanale artystki w serwisie YouTube ukazało się audio zwiastujące „Dancing”, a 1 lutego odbyła się oficjalna premiera teledysku w reżyserii Sophie Muller. Obraz inspirowany jest stylem country, a Minogue występuje w stroju kowbojki.

## Notowania
| Lista przebojów (2018)                 | Najwyższa pozycja |
| -------------------------------------- | ----------------- |
| Australia (Top 50 Singles)             | 46                |
| Belgia (Ultratop 50 Singles, Flandria) | 44                |
| Belgia (Ultratop 50 Singles, Walonia)  | 14                |
| Chorwacja (HRT)                        | 30                |
| Dania Airplay (Tracklisten)            | 12                |
| Francja (Top Singles & Titres)         | 23                |
| Hiszpania (PROMUSICAE)                 | 9                 |
| Niemcy Airplay (Media Control Charts)  | 71                |
| Nowa Zelandia (Recorded Music NZ)      | 7                 |
| Polska (AirPlay – Top)                 | 19                |
| Słowacja (Singles Digitál Top 100)     | 56                |
| Węgry (Single (track) Top 40 lista)    | 17                |
| Wielka Brytania (UK Singles Chart)     | 38                |